# 大分県道522号竹田津港線
大分県道522号竹田津港線（おおいたけんどう522ごう たけたづこうせん）は、大分県国東市を通る一般県道である。

## 概要
国東市国見町竹田津において竹田津港と国道213号を結ぶ。
全長は800 m弱と短くほぼ直線である。
竹田津港は対岸の山口県周南市徳山港に向かうフェリーの発着場であり、運輸面で重要な路線となっている。

### 路線データ
- 起点：大分県国東市国見町竹田津（竹田津港）
- 終点：大分県国東市国見町竹田津（国道213号交点）
- 陸上距離：約0.8 km

## 地理

### 通過する自治体
- 国東市

### 交差する道路
| 交差する道路 | 交差する場所 | 交差する場所 |
| ------------ | ------------ | ------------ |
| 国道213号    | 国見町竹田津 | 終点         |

### 沿線
- 竹田津港